# Kris Van Assche

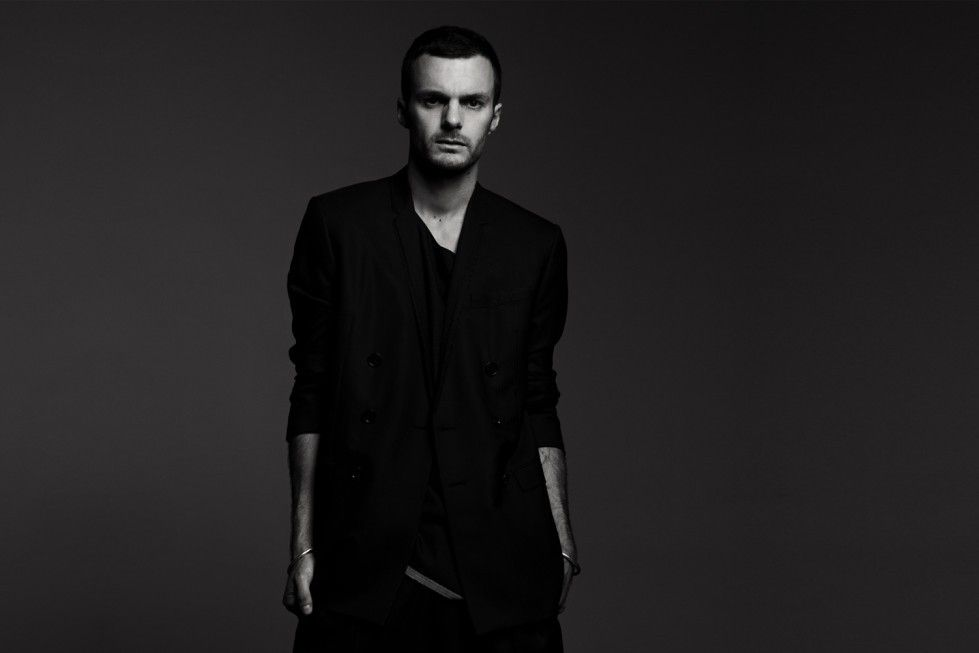
Kris Van Assche

Kris Van Assche (Londerzeel, 12 de mayo de 1976) es un diseñador de moda belga. Poco tiempo después de graduarse de la Antwerp Royal Academy of Fine Arts se mudó a París donde trabajó con Hedi Slimane en Yves Saint Laurent y luego, en 2005, creó su propia firma de alta costura, Kris Van Assche. Es también el director artístico de Dior Homme desde abril de 2007.